# Hôtel de la Monnaie (Nice)
L'hôtel de la Monnaie de Nice a frappé monnaie pour les ducs de Savoie aux XVe et XVIe siècles et, plus particulièrement, entre 1541 et 1587.

## Situation
Selon Luc Thévenon, ancien conservateur du musée Masséna, l'hôtel de la Monnaie de Nice était installé dans le Vieux-Nice actuel, au débouché des rues du Moulin et du Four de l'Abbaye, dans une maison mentionnée dans les actes anciens "la Zecca", non loin de l'actuelle place du Palais de Justice, dans une portion de rue alors dénommée  "rue de la Zecca".

## Historique
Des chartes savoyardes de 1497 et 1499 montrent qu'il existait un atelier monétaire à Nice sous Philippe II.
Si la fondation de l'atelier monétaire de Nice paraît ainsi remonter au XVe siècle, c'est avec des ordonnances de décembre 1541 que se développe à Nice une production monétaire organisée et documentée. La Paix de Nice de 1538 a dépouillé le duc Charles II de l'essentiel de ses territoires en Savoie et en Piémont et Nice devient jusqu'en 1563, date de la signature du traité de Blois qui restitue au souverain savoyard la totalité des territoires dont il avait été dépossédé, la place principale des ducs de Savoie avec un atelier monétaire actif.
L'atelier émet des monnaies pour les ducs Charles II, Emmanuel-Philibert et Charles-Emmanuel 1er. Les dernières espèces retrouvées sont au millésime 1587. A cette date, l'officine semble cesser son activité.
Un hôtel des monnaies aurait été rétabli entre 1624 et 1626 rue Barillerie mais aucune production de cette époque n'a été objectivée ni retrouvée.

## Principales monnaies produites
Si les monnaies prévues pour Nice par les ordonnances sont nombreuses, les monnaies retrouvées le sont beaucoup moins.
Les espèces produites sous Charles II sont essentiellement des gros et quarts de gros.
Le siège de 1543 donne lieu à l'émission d'écus d'or et testons obsidionaux.
Emmanuel-Philibert frappe à Nice des écus d'or, des pièces de trois gros et des quarts de gros.
Après la réforme de 1562 abandonnant le système du gros pour celui de la livre, il frappe des écus d'or, des sols et blancs de quatre sols, des demi-lires, des quarts et des forts.
Charles-Emmanuel 1er émet des doubles écus d'or (doppias), des écus d'or, des lires, sols, quarts et forts.
En fin de règne, il revient en partie au système du gros en frappant des pièces de trois gros (cavallotto) et des demi-gros.

## Lettres d'atelier et différents
À partir de 1560, les monnaies émises par l'atelier de Nice se reconnaissent par la présence de l'initiale de la cité (lettre N).
Certaines monnaies émises sous Emmanuel-Philibert portent la titulature comtale COMES NICIE (en abrégé C. NICIE).
Les différents de maître d'atelier sont:
- NG ou NGC: pour Gabriele Capello, maître des monnaies sous Charles II,
- NI ou I, IP: maître inconnu au prénom ou au nom commençant par I (latin, ) en fonction à la fin du règne de Charles II et au début de celui d'Emmanuel-Philibert, peut-être Jacques Piene (en latin IACOBVS), maître des monnaies en 1561 et peut-être antérieurement 
- NBC: pour Bernardo Castagna, maître des monnaies sous Emmanuel-Philibert
Les marques de maître n'apparaissent pas systématiquement sur les espèces.

## Galerie

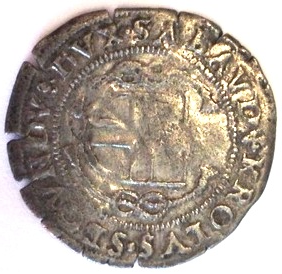
Charles II : gros (avers)
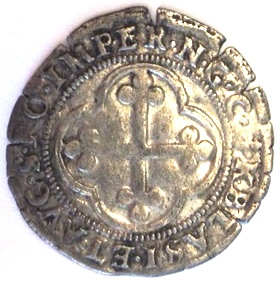
Charles II : gros (revers)
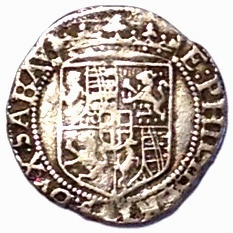
Emmanuel-Philibert : pièce de trois gros, 1560